# Bezzia grogani
Bezzia grogani är en tvåvingeart som beskrevs av Gustavo R. Spinelli och Wirth 1990. Bezzia grogani ingår i släktet Bezzia och familjen svidknott.
Artens utbredningsområde är Panama. Inga underarter finns listade i Catalogue of Life.